# أندرو فيلد
أندرو فيلد (بالإنجليزية: Andrew Feld)‏ هو شاعر أمريكي، ولد في 1961.